# チェイン・オブ・フールズ
「チェイン・オブ・フールズ」（Chain of Fools）は、アメリカ合衆国のソウル歌手、アレサ・フランクリンが1967年に発表した楽曲。シングルとして発表された後、1968年のアルバム『レディ・ソウル』にも収録された。作詞・作曲は、フランクリンと同様アトランティック・レコードと契約していたミュージシャン、ドン・コヴェイによる。

## 背景
プロデューサーのジェリー・ウェクスラーがコヴェイに依頼して作詞・作曲された曲で、デモ音源ではコヴェイ自身がギター、リード・ボーカル、バッキング・ボーカルを多重録音した。ウェクスラーは当初、オーティス・レディングの新曲にしようと考えていたが、デモ音源を聴いて、むしろアレサ・フランクリンに合っていると判断し、最終的にフランクリンのレパートリーとなった。音楽的には、全編ともワン・コードで通されている。
1967年6月23日のレコーディングでは、この曲に加えてアルバム『アレサ・アライヴス』（1967年8月4日発売）用の5曲も録音されており、本作は同アルバムに収録されず、11月にシングルとしてリリースされた。完成したヴァージョンでは、ジョー・サウスがイントロのギターを弾いている。イギリスでは、ローリング・ストーンズのカヴァー「サティスファクション」と両A面扱いのシングル(Atlantic 584157)として発売され、2曲とも全英シングルチャート入りを果たしている。

## 反響・評価
母国アメリカでは、リリースの翌年の1968年にBillboard Hot 100で2位、『ビルボード』のR&Bシングル・チャートで1位を記録。オランダでは「リスペクト」（1967年）以来のシングル・チャート入りを果たし、最高11位を記録。全英シングルチャートでは、1968年に最高37位を記録した。
フランクリンは本作で、自身2度目のグラミー賞最優秀女性R&Bパフォーマンス賞を受賞し、2001年には本作がグラミーの殿堂入りを果たした。また、ローリング・ストーンの選ぶオールタイム・グレイテスト・ソング500では252位にランク・イン。

## ライヴにおける歌唱
ライヴ・アルバム『アレサ・イン・パリス』（1968年）には、1968年5月7日のライヴ・ヴァージョンが収録された。また、1998年にはVH1の番組『VH1 Divas』で「チェイン・オブ・フールズ」をマライア・キャリーとデュエットし、その模様は映像作品『VH1 Divas Live』（1998年）や、フランクリン名義のコンピレーション・アルバム『Jewels in the Crown: All-Star Duets with the Queen』（2007年）に収録された。2009年10月には、フランクリンがロックの殿堂25周年記念コンサートに出演した際、本作をアニー・レノックスとデュエットしており、その模様は映像作品『ロックの殿堂25周年アニバーサリーコンサート Legend Side 黄金のロック伝説編』にも収録された。

## 他メディアでの使用例
フランクリンの歌唱によるオリジナル・ヴァージョンは、『ペリカン文書』（1993年公開）、『マイケル』（1996年公開）、『イン・グッド・カンパニー』（2004年公開）といった映画のサウンドトラックで使用された。また、2003年発売の音楽ゲーム『Karaoke Revolution』には、同作のために録音されたカヴァーが使用された。

## カヴァー
- ジミー・スミス - アルバム『ステイ・ルース』（1968年）に収録[22]。
- ハービー・マン - アルバム『メンフィス・アンダーグラウンド』（1969年）に収録[23]。
- アン・ピーブルス - アルバム『ディス・イズ・アン・ピーブルス』（1969年）に収録[24]。
- 弘田三枝子 - ライヴ・アルバム『ミコR&Bを歌う 第2集』（1969年）に収録[25]。
- タンク - アルバム『オナー・アンド・ブラッド』（1984年）に収録[26]。
- ビル・フリゼール - アルバム『イズ・ザット・ユー?』（1990年）に収録[27]。
- アンジェリナ・ボール&マリア・ドイル - 映画『ザ・コミットメンツ』（1991年公開）の劇中で歌唱し[28]、同作のサウンドトラック・アルバムにも収録[29]。
- クリント・ブラック（英語版） & ポインター・シスターズ - オムニバス・アルバム『Rhythm Country and Blues』（1994年）に提供[30]。ブラック名義のベスト・アルバム『Super Hits』（1998年）にも収録された[31]。
- R.L.バーンサイド（英語版） - アルバム『極楽浄土』（2000年／原題：Wish I Was in Heaven Sitting Down）に収録[32]。
- ジョー・コッカー - アルバム『Heart & Soul』（2004年）に収録[33]。
- エヴァ・キャシディ - アルバム『Somewhere』（2008年）に収録[34]。